# Fin de siècle

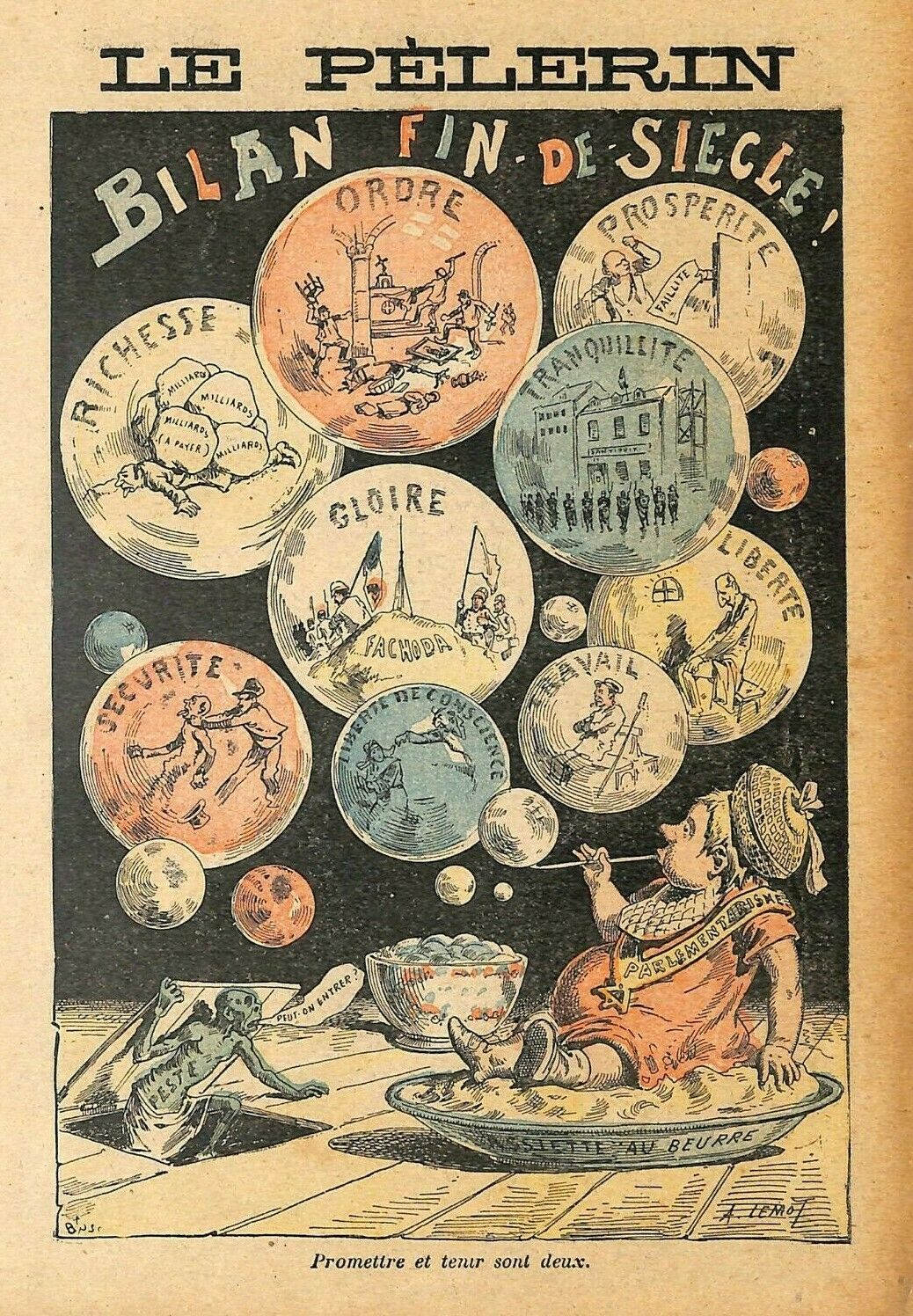
Caricatura en la publicació francesa Le Pèlerin

Fin de siècle (pronunciació en francès: [fɛ̃ də sjɛkl]) o fi de segle és el terme francès que designa l'època a l'entorn del final del segle xix. Més que no pas descriure historiogràficament una era, el terme parla d'un ambient social i intel·lectual propi de l'època. La cultura del final del segle xix ha estat mitificada en nombroses obres artístiques. El nom que designa el període té connotacions dobles: alhora que evoca una idea de decadència, suggereix el naixement d'un nou segle diferent de l'anterior, un nou començament. Fin de siècle no ve a definir un moviment concret, sinó un ambient, i la multiplicitat pròpia d'un temps. Es considera que arriba amb la decadència del període anterior, anomenat Belle Époque a l'Europa continental, i en part s'identifica amb l'auge de la burgesia com a elit social a Occident i la creixent importància dels seus gustos artístics.
La fi d'aquesta era en la història de l'art no arriba literalment amb el 1900, sinó amb la Primera Guerra Mundial (1914-1918), que representa un nou canvi cultural respecte a l'època anterior.

## Història del terme
El terme apareix per primer cop a la revista Le Décadent de 1866. El 1888, va fer aparició una comèdia de Francis de Jouvenot i H. Micard amb aquest nom, mentre que a Alemanya l'escriptor Hermann Bahr va publicar una novel·la també anomenada Fin de siècle.
Actualment, el terme apareix sobretot relacionat amb l'ambient intel·lectual de la França entre la darreria del segle i la Gran Guerra, especialment al voltant d'artistes que gravitaven a l'entorn del simbolisme, i la idea del món que professaven els intel·lectuals de l'època en aquest país. Malgrat aquesta centralitat francesa, es pot considerar que hi havia un ambient, sentiment i difusió de les idees semblant a al major part d'Europa. El terme, per tant, podria venir a definir un moviment cultural paneuropeu. Les principals línies intel·lectuals del període arribarien a la maduresa a començaments del segle xx en allò que s'anomena en anglès modernism, el variat clima cultural de la primera meitat de segle, que inclouria les avantguardes.
El fet que el terme sigui en francès exemplifica la forta influència de la vida cultural francesa en tot el món. Les tertúlies a París i Brussel·les exporten aquesta idea de caiguda d'un estat de les coses. El decadentisme és un dels moviments literaris més influents a tot Europa, de Stéphane Mallarmé a Oscar Wilde, que escriu la seva obra Salomé en francès. A Rússia, el període es correspon amb força exactitud amb l'edat de plata de la literatura russa.

## Característiques culturals
L'època es caracteritza per les fortes oscil·lacions entre l'eufòria, la idea de progrés i la fascinació pel futur i una por difusa sobre allò desconegut i la regressió, certs tons apocalíptics, tedi vital (o ennui), mal de món, la fascinació per la mort i la transitorietat (tempus fugit), la frivolitat i la decadència. Una crisi general arribà a les capes governants de la societat, mentre que els valors fonamentals de la vida en societat es trobaren compromesos. La reacció exagerada de la classe alta europea davant la sensació de crisi va ser un continu rearmament dels seus exèrcits. El decadentisme de la dècada del 1890 és expressat de vegades en anglès sota el nom de The naughty nineties.
Per un costat, el positivisme en les ciències naturals i el naturalisme en literatura incloïen la ideologia d'objectivitat i encoratjaven una atmosfera de progrés, mentre que l'enginyeria es trobava en un moment de gran avenç. Sigmund Freud es trobava inventant una teoria sobre la histèria i les malalties mentals. D'altra banda, en molts països europeus, com l'Imperi austrohongarès, l'ordre polític i social propi de l'antic règim encara es trobava en ple funcionament. De tota manera, a tot Occident la revolució industrial i la llibertat de comerç havien canviat l'època les estructures de la societat en gran manera, i l'Església havia perdut gran part de la seva influència, mentre que el nacionalisme omnipresent ja representava font de conflictes.
D'altra banda, basant-se en una barreja d'inseguretat i arrogància, es forma el darwinisme social i la crítica duta a terme per Friedrich Nietzsche a la vida burgesa del seu temps, contra la qual defineix la figura del superhome, idea que va ser defensada i apropiada parcialment per l'aristocràcia. L'historiador Arno J. Mayer descriu aquest fenomen de la manera següent: «Fórmules de l'arsenal del darwinisme social i de la filosofia nietzschiana passaren, entre 1890 i 1914, a l'àmbit de les altes esferes de la política i la societat a la visió del món (Weltanschauung) més estesa. A causa de les seves tendències antidemocràtiques, elitistes i militants, foren perfectament adequades com a eines per a la ideologia, amb les quals els elements inflexiblement reaccionaris de les classes dominants i governants, per dir-ho així, augmentaren i pogueren intel·lectualitzar el seu ja profund antiliberalisme.»

## A Catalunya
A Catalunya, neix amb l'ambient cultural que originà el modernisme català, sobretot entre la burgesia industrial de Barcelona. La literatura decadentista, més preocupada pel pathos individual de l'artista, és dividida per la crítica a Catalunya entre bohèmia rosa o daurada i bohèmia negra, depenent de les seves implicacions.